# Metil-litio
El metillitio es un reactivo de organolitio de fórmula empírica CH3Li. Este bloque de s- organometálico compuesto adopta una oligomérica estructura, tanto en solución como en estado sólido. Es un compuesto muy reactivo, invariablemente utiliza una solución en éteres, es un reactivo en la síntesis orgánica, así como la química organometálica. Las operaciones que implican metillitio requieren condiciones anhidras, ya que el compuesto es altamente reactivo con el agua. El oxígeno y dióxido de carbono son también incompatibles. El metillitio generalmente no se prepara, sino que se comprar en solución con diversos éteres.

## Síntesis
En la síntesis directa el bromuro de metilo se trata con una suspensión de litio en éter dietílico.
{\displaystyle \mathrm {2Li+CH_{3}Br\longrightarrow CH_{3}Li+LiBr} }
El bromuro de litio forma un complejo con el metillitio. La mayor parte de metillitio disponible en el mercado esta en esta forma. El metillitio "libre de haluros" se prepara a partir de cloruro de metilo. El cloruro de litio precipita desde el éter dietílico, ya que no forma un complejo fuerte con metillitio. Mediante filtrado se obtiene metillitio bastante puro.
También se puede sintetizar mediante la reacción de etil-litio con dimetilmercurio.
{\displaystyle {\mathsf {2LiC_{2}H_{5}+Hg(CH_{3})_{2}\ {\xrightarrow {}}\ 2LiCH_{3}+Hg(C_{2}H_{5})_{2}}}}

## Reactividad
El metillitio es a la vez fuertemente básico y altamente nucleófilo debido a la carga parcial negativa sobre el carbono y por tanto es particularmente reactivo frente a los aceptores de electrones y los donantes de protones. En contraste con el n-butillitio, el metillitio reacciona muy lentamente con tetrahidrofurano a temperatura ambiente, y las soluciones en éter son estables indefinidamente. Con agua y alcoholes reaccionan violentamente. La mayoría de las reacciones que implican metillitio se llevan a cabo por debajo de la temperatura ambiente. Aunque el metillitio puede utilizarse para quitar protones (hidrógeno), se emplea más comúnmente el n-butillitio, ya que es menos costoso y más reactivo.
El metillitio se utiliza principalmente como el equivalente sintético del anión metilo sintón. Por ejemplo, las cetonas reaccionan para dar alcoholes terciarios en un proceso de dos pasos:
{\displaystyle \mathrm {Ph_{2}CO+CH_{3}Li\longrightarrow Ph_{2}C(CH_{3})OLi} }
{\displaystyle \mathrm {Ph_{2}C(CH_{3})OLi+H^{+}\longrightarrow Ph_{2}C(CH_{3})OH+Li^{+}} }
Los haluros no metálicos se convierten en compuestos de metilo con metillitio:
{\displaystyle \mathrm {PCl_{3}+3CH_{3}Li\longrightarrow P(CH_{3})_{3}+3LiCl} }
Estas reacciones más comúnmente emplean los reactivos de Grignard haluros de metilmagnesio, que a menudo son igualmente eficaces y menos costosos o más fáciles de preparar in situ.
También reacciona con dióxido de carbono para dar acetato de litio:
{\displaystyle \mathrm {CH_{3}Li+CO_{2}\longrightarrow CH_{3}CO_{2}^{-}Li^{+}} }
Reacciona violentamente con el agua:
{\displaystyle {\mathsf {LiCH_{3}+H_{2}O\ {\xrightarrow {}}\ LiOH+CH_{4}\uparrow }}}
Se descompone cuando se calienta:
{\displaystyle {\mathsf {LiCH_{3}\ {\xrightarrow {250^{o}C}}\ Li_{2}CH_{2}+CH_{4}}}}
{\displaystyle {\mathsf {LiCH_{3}\ {\xrightarrow {>250^{o}C}}\ Li_{2}C_{2},LiH,Li}}}
Se puede preparar compuestos de metilo con metales de transición por la reacción de metillitio con haluros metálicos. Especialmente importantes son la formación de compuestos de organocobre (reactivo de Gilman), de los cuales el más útil es el litio-dimetilcuprato. Este reactivo se utiliza ampliamente para sustituciones nucleofílicas de epóxidos, haluros de alquilo y sulfonatos de alquilo, así como para adiciones conjugadas a α, β-insaturados compuestos carbonílicos de anión metilo. Se han preparado muchos otros compuestos metílicos con metal de transición.
{\displaystyle \mathrm {ZrCl_{4}+6CH_{3}Li\longrightarrow Li_{2}Zr(CH_{3})_{6}+4LiCl} }

## Estructura
Se han verificado dos estructuras cristalografía de rayos X de monocristal, así como por espectroscopia de resonancia magnética nuclear de 6Li, 7Li, y 13C. El clúster tetramérico es un cubano distorsionado, con átomos de carbono y de litio en las esquinas alternas. Las distancias Li−Li es de 2,68 Å, casi idéntica a la unión de Li−Li en la forma gaseosa dilitio. Las distancias C−Li es 2,31 Å. Cada carbono está unido a tres átomos de hidrógeno y a tres átomos de Li. La no volatilidad de (CH3Li)4 y su insolubilidad en los resultados de alcanos del hecho de que los racimos interactuar a través de otras inter-racimo interacciones agósticas. En contraste, el grupo más voluminoso (terc-butil Li) 4, donde las interacciones interclúster están excluidas por efectos estéricos, es volátil, así como solubles en alcanos.
Código de colores: violeta Li, negro C, blanco H
La forma hexamérica dispone de prismas hexagonales con Li y átomos de C de nuevo en las esquinas alternas.
Código de colores: violeta Li, negro C, blanco H
El grado de agregación, "n" para (MeLi)n, depende del disolvente y la presencia de aditivos (tales como el bromuro de litio). Disolventes hidrocarbonados tales como benceno favorecen la formación de la hexámero, mientras disolventes éteres favorecen el tetrámero.

## Enlaces
Estos grupos son considerados como "deficiente en electrones", es decir, que no siguen la regla del octeto, porque las moléculas no tienen electrones suficientes para formar cuatro 2-centrados, 2-electrones alrededor de cada átomo de bonos de carbono, en contraste con la mayoría de los compuestos orgánicos. El hexámero es un compuesto de electrones 30 (30 electrones de valencia.) Si se asigna el 18 electrones a los enlaces fuertes C−H, 12 electrones permanecen por Li−C y la unión de Li−Li. Hay seis electrones de seis enlaces metal−metal y un electrón para la interacción metil-η3 del litio.
Mediante mediciones con espectroscopia infrarroja la fuerza del enlace C−Li se ha estimado en alrededor de 57 kcal / mol.